# Artilerijska tehniška oficirska šola Jugoslovanske ljudske armade
Artilerijska tehniška oficirska šola (kratica ATOŠ) je bila vojaško-izobraževalna ustanova za specialistično izobraževanje častnikov, ki je delovala v sestavi Jugoslovanske ljudske armade.

## Zgodovina
Šola je bila ustanovljena leta 1947 med splošno reorganizacijo jugoslovanskega vojaškega šolstva. Izobraževanje je trajalo od 12 do 18 mesecev.
Leta 1955 so šolo ukinili z namenom organizacije vojaških akademij.